# Nat Gonella

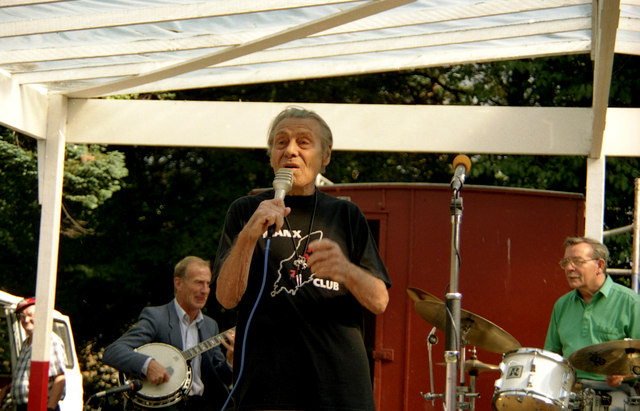
Nat Gonella (1995, Mitte)

Nathaniel „Nat“ Charles Gonella (* 7. März 1908 in London; † 6. August 1998 ebenda) war ein britischer Jazz-Trompeter, Mellophonist, Sänger und Bandleader des Dixieland Jazz. Er leitete viele Jahre die Big Band The Georgians.

## Leben und Wirken

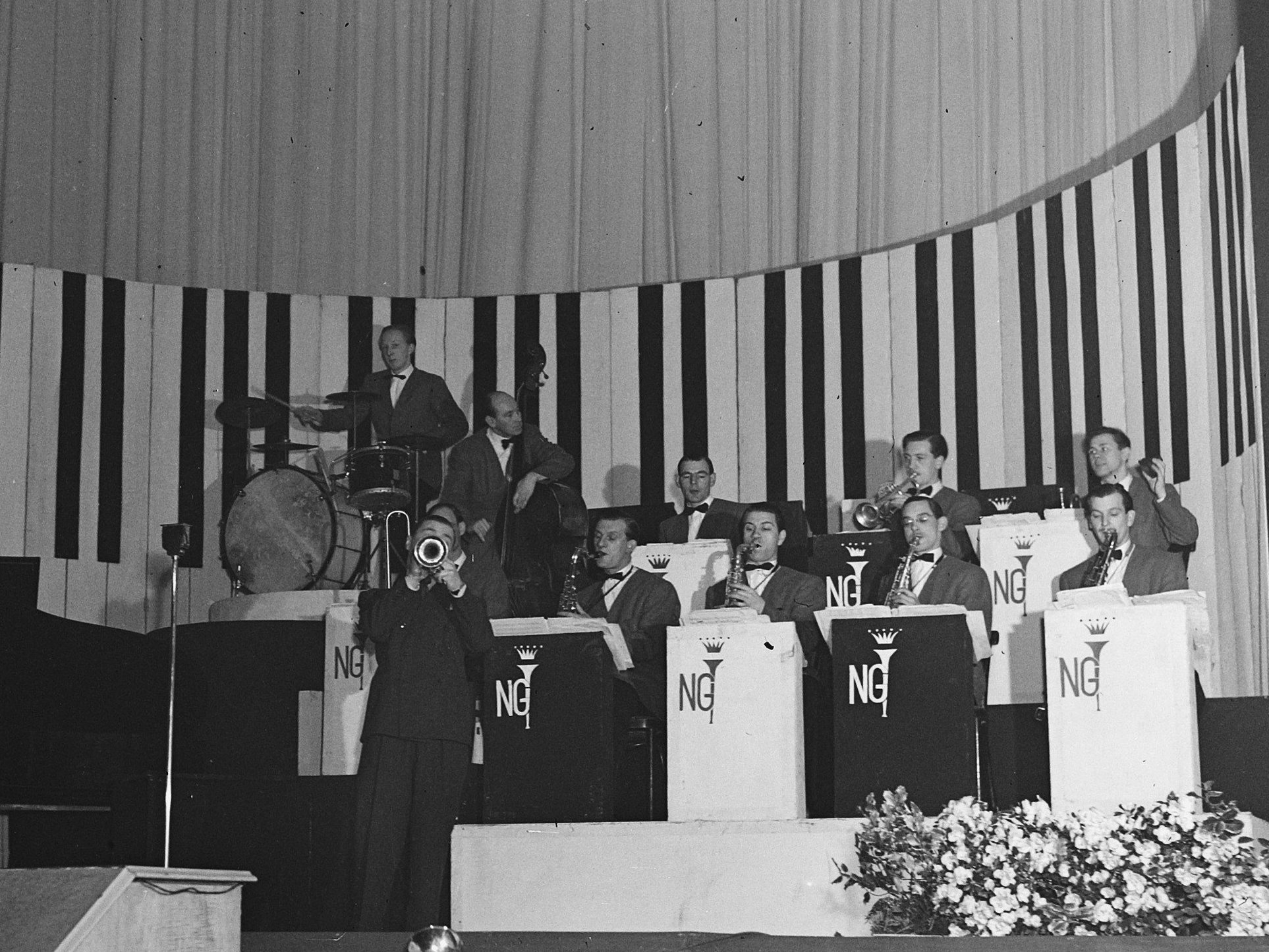
Nat Gonella & Band (1946)

Nat Gonella spielte zunächst in einer Amateurband, den Archie Pitt’s Busby Boys, ab 1927 in verschiedenen kleinen Tanzkapellen, bevor er 1929 Mitglied der Band von Billy Cotton wurde. Mit ihr spielte er im Club Streetham Locarno und nahm erste Schallplatten auf. 1932 arbeitete er bei Lew Stone. In den 1930er Jahren wurde er mit seiner eigenen Band, Nat Gonella and The Georgians in England der Zwischenkriegszeit sehr populär. Ab 1934 nahm Gonella Schallplatten auf (u. a. mit Ray Noble, aber auch mit seinem Schüler Johnny Claes), tourte 1939 durch Europa und die Vereinigten Staaten, wo er in New York City die Titel Jeepers Creepers oder Just a Kid Named Joe einspielte, wobei Gastmusiker wie Buster Bailey, Benny Carter, Billy Kyle und John Kirby mitwirkten. Er galt damals als der „britische Louis Armstrong“.
Nach dem Zweiten Weltkrieg hatte er verschiedene Bands, wie The New Georgians Band, die er 1959 wiederbelebte und womit er wesentliche Beiträge zum Dixieland Revival leistete. Er bekam einen Plattenvertrag beim EMI-Label und trat in Revuen und in TV-Show wie This is Your Life auf.
Nachdem es lange Zeit still um ihn geworden war, hatte er 1975 Oh Monah, das er bereits seit 1931 im Repertoire hatte, einen Hit in den Niederlanden und in Belgien; die Neuaufnahme des Titels mit Ted Easton und Beryl Bryden für Metronome Records erreichte 1975 den fünften Platz in der niederländischen Top 40. Es kam auch zu einem Auftritt im Musikladen der deutschen ARD. In den 1980er Jahren ließ er sich im nordenglischen Lancashire nieder, nahm Alben auf und spielte in lokalen Clubs. Digby Fairweather veröffentlichte dann eine Biographie; seine alten Aufnahmen erlebten eine Renaissance in Großbritannien. In den 1990er Jahren lebte er in Hampshire, wo er regelmäßig im Cosport Jazz Club auftrat und mit verschiedenen, dort gastierenden Bands sang. 1994 wurde dort eine Jazzparty zu Ehren seines 85. Geburtstags veranstaltet; die Stadt Gosport benannte einen Platz nach Nat Gonella.
Gonella war in Großbritannien Vorbild für Generationen traditioneller Jazzmusiker wie Kenny Ball, Digby Fairweather und Humphrey Lyttelton. Sein späterer Vokalstil war eine Reminiszenz an Louis Armstrongs Gesang.
Nat Gonellas Georgians ist nicht zu verwechseln mit der gleichnamigen US-amerikanischen Formation The Georgians, die in den 1920er Jahren bestand.

## Diskographische Hinweise
- The Nat Gonella Story Vol. 1 - 1931-1946 (Philips)
- Nat Gonella and His Georgians (Flapper, 1935–40)
- Nat and the Boys - Jazz and Dance Music of the Thirties (Parade)
- Naturally Gonella (Cedar, 1940–42)